# Johann August Grunert
Johann August Grunert (født 7. februar 1797 i Halle, død 7. juni 1872 i Greifswald) var en tysk matematiker.
Grunert, der var professor ved Greifswalds Universitet fra 1833, udmærkede sig især ved sjældent omfattende matematiske kundskaber. Fra 1841 var han udgiver af det af ham grundede tidsskrift Archiv der Mathematik und Physik (efter ham kaldet Grunerts Arkiv), og han har skrevet adskillige matematiske afhandlinger i dette. Imellem hans særlig udkomne arbejder findes flere lærebøger, der har opnået mange oplag.